# Giải bóng đá nữ U19 quốc gia 2009
Giải bóng đá nữ U19 quốc gia 2009 với tên gọi chính thức là: Giải bóng đá nữ U19 Quốc gia - Cúp VFD 2009 là giải bóng đá nữ dành cho lứa tuổi dưới 19 tuổi, đây là mùa giải thứ ba do VFF tổ chức. Giải bóng đá nữ U19 Quốc gia năm 2009 sẽ diễn ra từ ngày 18/6 đến ngày 28/8/2009 với 4 đội bóng tham dự là đội chủ nhà Phong Phú Hà Nam, Hà Nội, Gang Thép Thái Nguyên và Thành phố Hồ Chí Minh .

## Điều lệ giải
Bốn đội bóng thi đấu vòng tròn một lượt để tính điểm xếp hạng. Sau đó căn cứ vào thứ hạng các đội đã đạt được, bốn đội chia thành 2 cặp thi đấu tranh chức Vô địch, Hạng ba. Tất cả các trận đấu Chung kết, tranh Hạng Ba, trận đấu phụ (nếu có) nếu sau thời gian thi đấu chính thức (90 phút) tỷ số hoà, hai đội sẽ thi đá luân lưu 11m để xác định đội thắng (không thi đấu hiệp phụ).
Tất cả các trận đấu đều diễn ra trên Sân vận động Hà Nam, thành phố Hà Nam. Đây là giải đấu thường niên của bóng đá nữ trẻ do Liên đoàn bóng đá Việt Nam tổ chức nhằm tìm kiếm các tài năng bóng đá nữ, đồng thời qua đó tạo điều kiện rèn luyện và bổ sung lực lượng kế cận cho các đội bóng đá nữ trực thuộc các tỉnh thành và đội tuyển nữ quốc gia.
Năm nay, sân chơi của bóng đá nữ trẻ quốc gia thế hiện chuyển mình rõ nét khi áp dụng luật thi đấu 11 người. Trong hoàn cảnh khó khăn về tuyển chọn và đào tạo cầu thủ trẻ của bóng đá nữ thì điều này đã ghi nhận những nỗ lực rất lớn của Liên đoàn bóng đá Việt Nam và các địa phương có bóng đá nữ trong những năm qua. Tuy nhiên, nhằm đảm bảo chất lượng chuyên môn và tạo điều kiện thuận lợi cho quá trình chuyển giao lực lượng ở các đội, Ban tổ chức giải chấp thuận cho các đội được đăng ký tối đa 5 cầu thủ dưới 23 tuổi và sử dụng tối đa 3 cầu thủ dưới 23 thi đấu trên sân. Bên cạnh đó, với mục đích tạo cơ hội thi đấu cọ xát cho các cầu thủ trẻ, trong mỗi trận đấu, Ban tổ chức cũng cho phép mỗi đội được phép thay thế tối đa 5 cầu thủ thay vì chỉ có 3 như thông lệ.

## Bảng xếp hạng
| Thứ tự | Đội                          | Trận | Thắng | Hòa | Thua | Hiệu số | Điểm |
| 1      | U19 nữ Hà Nội                | 3    | 3     | 0   | 0    | 8/1     | 9    |
| 2      | U19 nữ Phong Phú Hà Nam      | 3    | 1     | 1   | 1    | 7/6     | 4    |
| 3      | U19 nữ Gang Thép Thái Nguyên | 3    | 1     | 0   | 2    | 3/6     | 3    |
| 4      | U19 nữ Thành phố Hồ Chí Minh | 3    | 0     | 1   | 2    | 5/10    | 1    |

## Kết quả chi tiết
|                       | Gang Thép Thái Nguyên | Thành phố Hồ Chí Minh | Hà Nội | Phong Phú Hà Nam |
| --------------------- | --------------------- | --------------------- | ------ | ---------------- |
| Gang Thép Thái Nguyên | xxx                   | 2-1                   | 0-1    |                  |
| Thành phố Hồ Chí Minh |                       | xxx                   | 1-5    |                  |
| Hà Nội                |                       |                       | xxx    | 2-0              |
| Phong Phú Hà Nam      | 4-1                   | 3-3                   |        | xxx              |

(Hàng dọc: đội chủ nhà; Hàng ngang: đội khách)

## Trận tranh hạng ba
|  | v        |  |
|  | -------- |  |
|  | Chi tiết |  |

|  |   | Luân lưu 11m |
|  | ' |              |

## Trận chung kết
|  | v        |  |
|  | -------- |  |
|  | Chi tiết |  |

|  |       | Luân lưu 11m |
|  | 7 - 6 |              |

## Tổng kết mùa giải
Mặc dù là giải đấu bóng đá nữ trẻ dưới 19 tuổi nhưng tình yêu của người hâm mộ dành cho giải đấu rất lớn khi có tổng khán giả đến sân 55.000 khán giả, trung bình 6875 khán giả đến tham dự trong một trận đấu .
- Đội Hà Nội giành giải nhất với Cúp, bảng danh vị và giải thưởng 40 triệu đồng
- Đội Phong Phú Hà Nam giành giải nhì với bảng danh vị và giải thưởng 25 triệu đồng
- Đội Gang Thép Thái Nguyên giành giải ba với bảng danh vị và giải thưởng 15 đồng
- Đội Phong Phú Hà Nam đoạt giải phong cách với bảng danh vị và giải thưởng 10 triệu đồng
- Cầu thủ xuất sắc nhất là: Nguyễn Thị Nguyệt (2 triệu đồng/giải)
- Thủ môn xuất sắc nhất là: Cao Thị Lợi (1) của Hà Nội
- Cầu thủ ghi nhiều bàn thắng nhất là: Nguyễn Thị Nguyệt (11) của Phong Phú Hà Nam (6 bàn thắng)